# Corine Ingelse
Corina Johanna Ingelse (Middelburg, 13 december 1859 – Amersfoort, 6 oktober 1950) was een Nederlands beroepsfotograaf die vooral portretten vervaardigde.
Corine Ingelse werd geboren op 13 december 1869 in Middelburg als dochter van Aarnout Hendrik Ingelse, van beroep koopman, en Johanna Sara Verhoeven.
Ingelse stond in 1897 ingeschreven in Zwolle als retoucheuse in het fotoatelier van Franz Wilhelm Deutmann. Kort daarna verhuisde ze naar Gouda, waar ze werkte als retoucheuse voor Michiel Davids Wessels. Zijn echtgenote was de zus van de fotografen Abraham Frelier en Zeger Cornelis Frelier, die net als Wessels zelf en Ingelse afkomstig waren uit Middelburg. 
In 1898 verhuisde Ingelse naar Utrecht, waar ze in mei haar eigen fotostudio opende aan de Westerstraat 11.
Kort na de opening van haar 'Nieuwe Fotografische Inrichting' nam Ingelse deel aan de Nationale Tentoonstelling van Vrouwenarbeid in Den Haag.
Ze wordt ook genoemd in relatie tot de tentoonstelling De Vrouw 1813-1913 maar was geen deelnemer aan de tentoonstelling. Vermeld wordt dat zij zich speciaal toelegde op het fotograferen van kinderen. In oktober 1913 droeg Ingelse haar fotostudio over aan fotograaf Gerardus Cornelis Kooijker die de zaak voortzette tot 1919, toen hij naar Zeist vertrok.
Behalve fotograaf was Ingelse ook actief in de Vereeniging voor Vrouwenkiesrecht. Zij werd in 1901 secretaris (in het Maandblad 'secretaresse' genoemd) in het bestuur van de Utrechtse afdeling van de vereniging. Ingelse overleed op 6 oktober 1950 te Amersfoort.

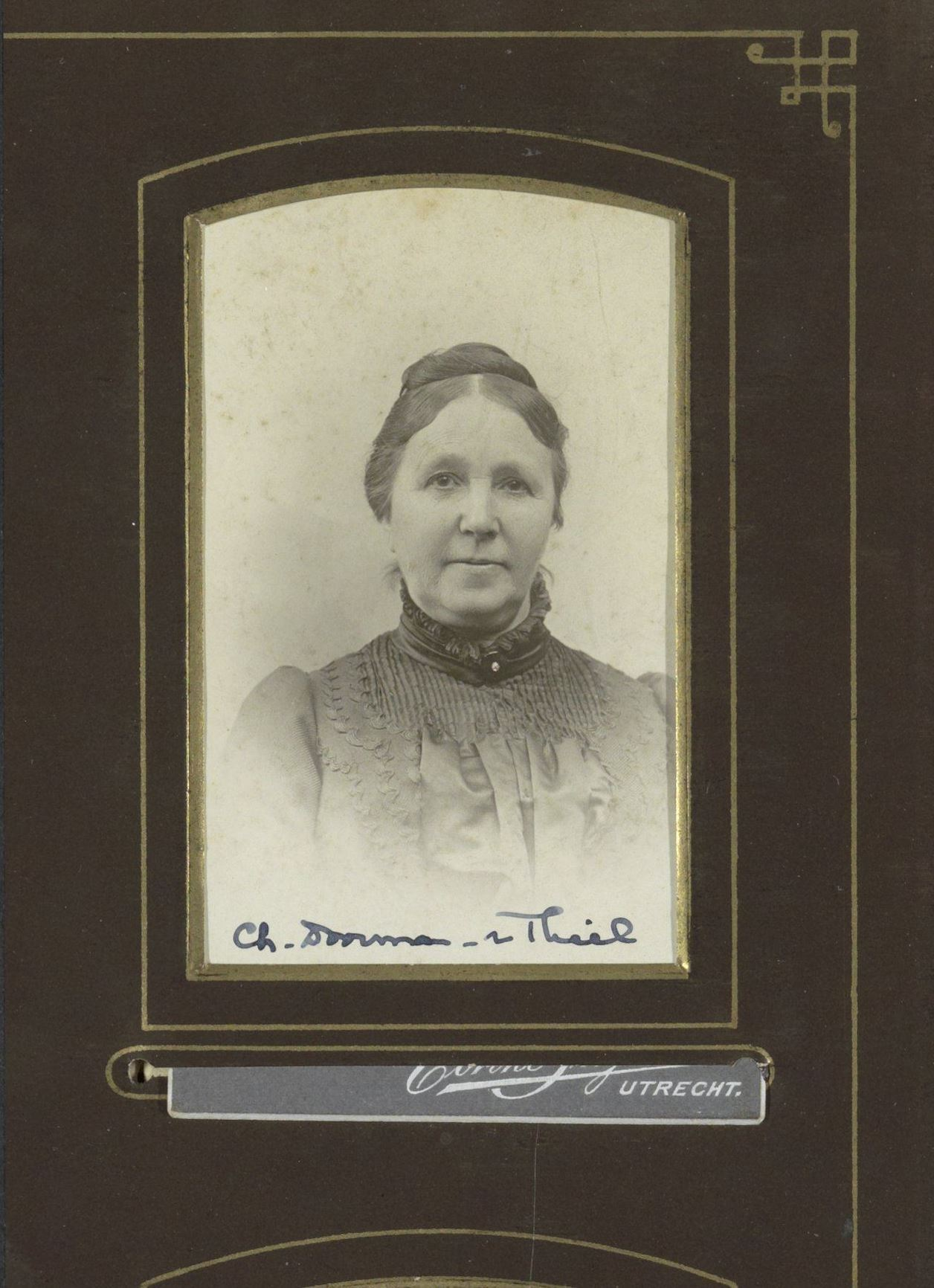
Portret van Ch. Doorman-Van Thiel
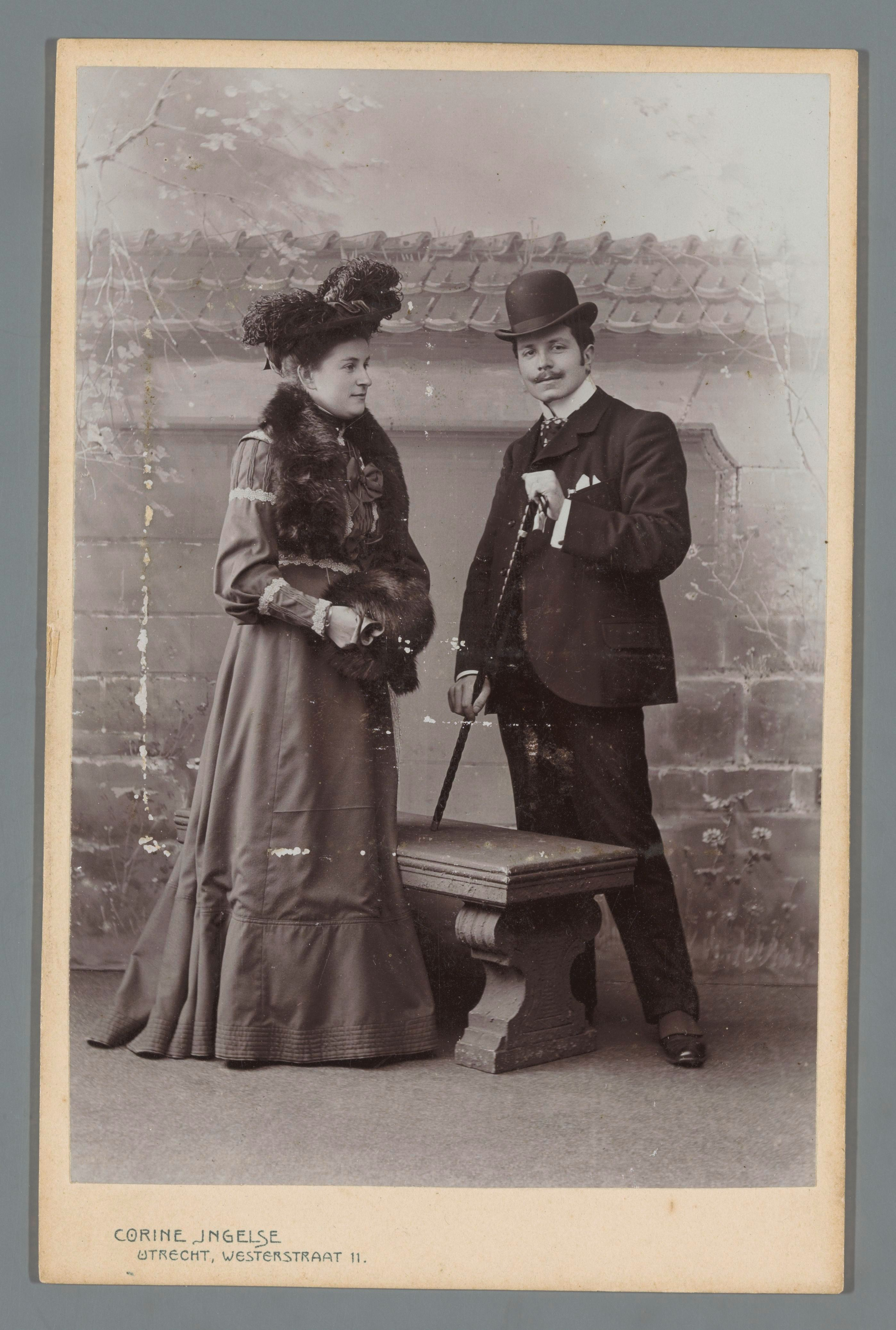
Portret van een echtpaar
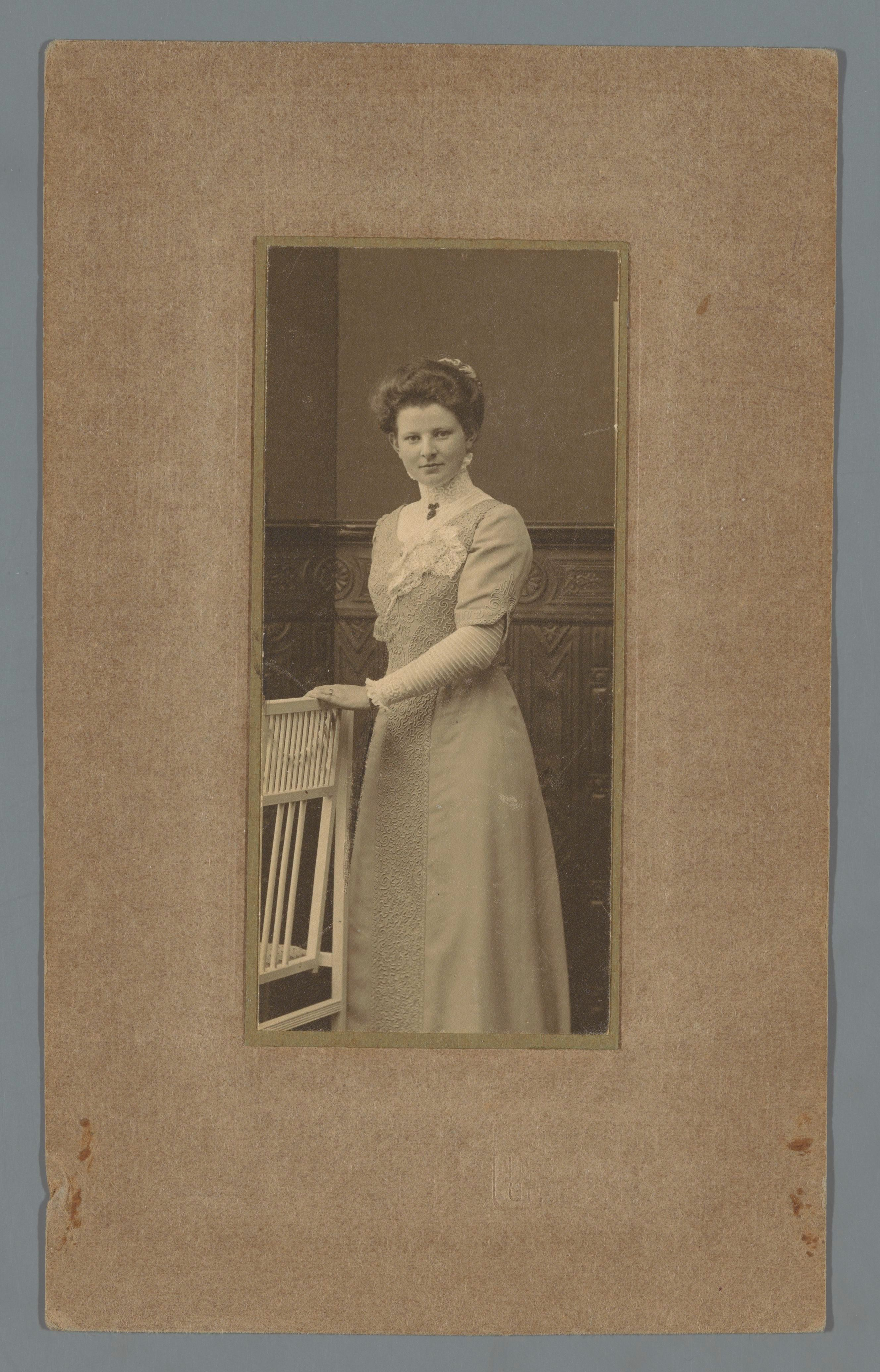
Onbekende vrouw
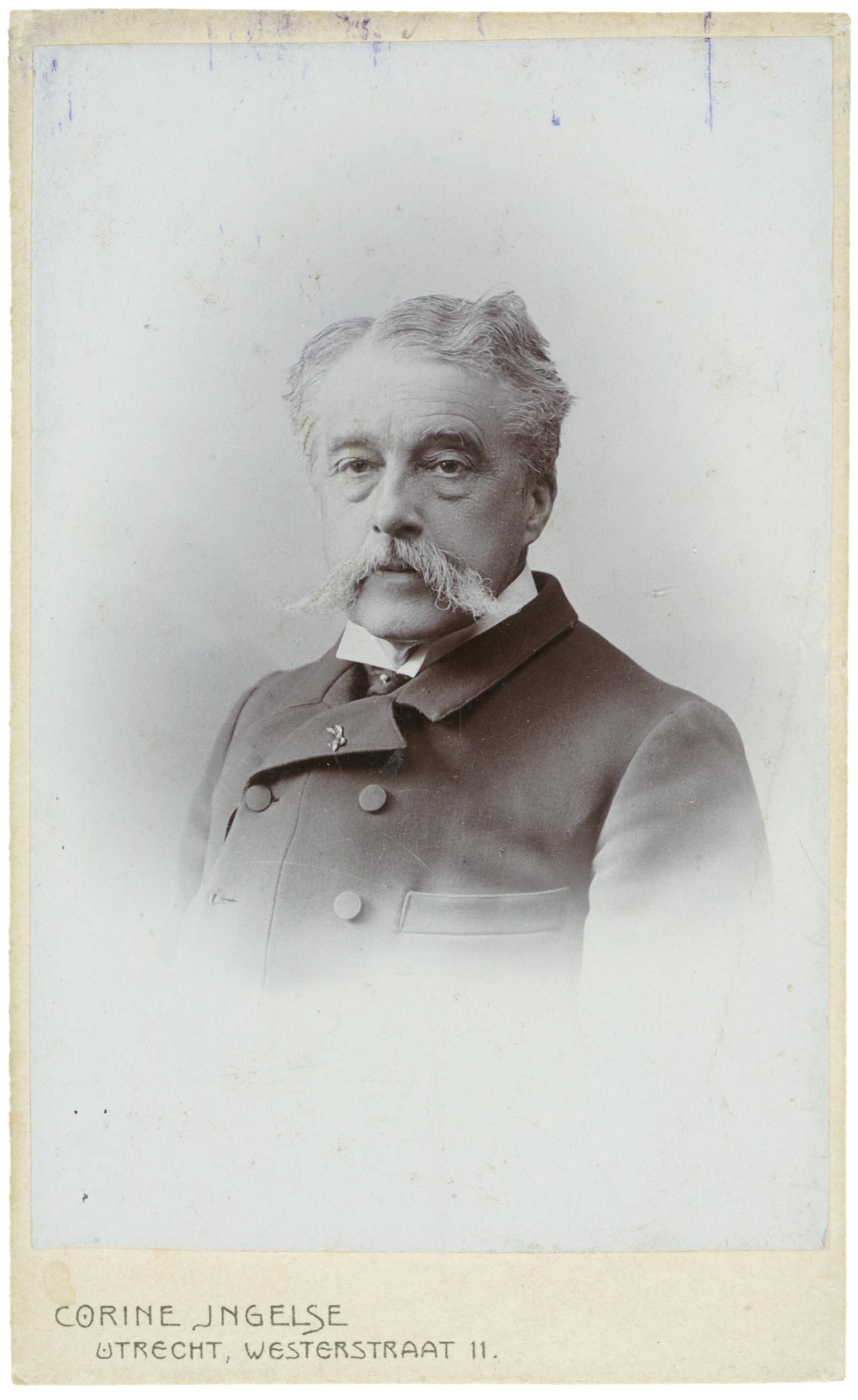
Willem Hendrik Johan van Heemstra